# هیده‌نوری ماتسوبارا
هیده‌نوری ماتسوبارا (انگلیسی: Hidenori Matsubara؛ زادهٔ ۱۵ نوامبر ۱۹۶۵) طراح شخصیت، پویانما، تصویرگر اهل ژاپن است.